# Гогілашвілі Олександр Генріхович
Олександр Генріхович Гогілашвілі (нар. 26 грудня 1973, м. Тбілісі, Грузія) — український та російський підприємець, кандидат у майстри спорту з дзюдо. Заступник міністра внутрішніх справ України (з 25 вересня 2019 по 13 грудня 2021 року). Боєць батальйону «Шаман».

## Життєпис
Народився 26 грудня 1973 року в столиці Грузії — Тбілісі.
Працював вихователем у дошкільному навчальному закладі м. Ростова-на-Дону (1995—1996, Російська Федерація), підприємцем (1996—2000), керівником зі зв'язків з громадськістю в громадському благодійному фонді соціальної адаптації колишніх наркозалежних «Ісход» (2000—2010, м. Ростов-на-Дону), продюсером дитячого телеканалу «ТБН» (2008—2010, за сумісництвом).
У 2010 році перебрався до України. Працював керівником зі зв'язків із громадськістю київського Центру здорової молоді (2010—2012), у київській громадській організації «Міжнародна антинаркотична асоціація» (2012—2019).
Займався волонтерською діяльністю.
25 вересня 2019 року призначений заступником Міністра внутрішніх справ України.
Закінчив Львівський університет бізнесу та права (2019 — облік та оподаткування, 2020 — право).
13 грудня 2021 року Кабінет Міністрів України звільнив його з посади заступника Міністра внутрішніх справ України.
24 лютого 2022 року з початком повномасштабного вторгнення РФ в Україну приєднався до батальйону «Шаман». Псевдо — «Сідней» («Sydney»). Брав участь у боях за Гостомельський аеропорт.

### Родина
Дружина — Марія Валентинівна Левченко (нар. 1983), помічниця Володимира Зеленського. Син — Давид Олександрович Гогілашвілі (нар. 16 травня 2016 року).

## Нагороди
- орден «За заслуги» III ступеня[13],
- нагрудний знак Департаменту протидії наркозлочинності Національної поліції України «За сприяння протидії наркозлочинності»,
- Почесна грамота МВС України,
- медаль «За жертовність і любов до України».

## Критика
Журналісти інтернет-видання виявили на сторінці Олександра Гогілашвілі в російській соціальній мережі «Однокласники» фотографію з депутатом Держдуми РФ Миколою Валуєвим. Зі свого боку Гогілашвілі зазначив, що познайомився з політиком, коли працював продюсером дитячого телеканалу «ТБН». «Так і познайомилися, я взагалі давно займаюся соціалкою — це не робота, це частина мого життя, саме життя. Микола запропонував займатися соціалкою в просуванні його безоплатних шкіл боксу по Ленінградській області, до того ж я займався спортом, на тому, власне, й зійшлися. Разом займалися онкохворими дітками, я привозив до них зірок спорту й кіно. Це був непростий час для мене: душевний розлад щодня від побаченого й пережитого, діти, у яких не було шансів. Загалом, звідти і фотографії», — пояснив Гогілашвілі.
За даними журналістів, з 2003 року Олександр Гогілашвілі має російське громадянство, українське громадянство отримав у 2015 році після одруження. Гогілашвілі заперечив, що має російське громадянство і заявив, що українське отримав у 2019 році.
8 грудня 2021 року Гогілашвілі влаштував «розбірки» з поліцейськими на блокпості на в'їзді до м. Краматорська, під час вимоги пред'явити документи. Інцидент викликав значний резонанс. Гогілашвілі спочатку відсторонили від посади заступника Міністра, а згодом звільнили. За даними журналіста Юрія Бутусова, під час подорожі до Краматорська використовував бронеавтомобіль, який посольство США надало ГУР МО, та охорону Міністерства оборони.
12 грудня 2021 року, на скандал за участю Гогілашвілі відреагував Президент України, який повідомив, що той має бути звільненим. Наступного дня Гогілашвілі було звільнено.
У грудні 2021 року, агентства Bihus.Info і «Слідство. Інфо» повідомили, що Гогілашвілі проживає разом із родиною керівника Головного управління розвідки Міноборони Кирила Буданова в будинку В'ячеслава Стрелковського, якого в ЗМІ називають організатором низки великих конвертаційних центрів на мільярди гривень.
28 грудня 2021 року Державне бюро розслідувань розпочало два кримінальні провадження проти заступника міністра внутрішніх справ Олександра Гогілашвілі, повідомив ексглава парламенту Дмитро Разумков. За його словами, йдеться про досудове розслідування за фактом можливого вчинення ексзамом глави МВС службового підроблення за ч. 1 ст. 366 КК України, а також за фактом можливого перевищення службових повноважень при перетині блокпоста на Донеччині.